# Frederico Carlos de Württemberg-Winnental
Frederico Carlos de Württemberg-Winnental (Estugarda, 12 de setembro de 1652 - Estugarda, 20 de dezembro de 1697) foi desde 1677 duque de Württemberg-Winnental e regente na menoridade do duque Everardo Luís de Württemberg.

## Biografia
Frederico Carlos foi o segundo filho de Everardo III de Württemberg e Anna Catharina von Salm-Kyrburg.
Em 27 de novembro de 1677, ele recebeu a regência sobre seu sobrinho após a morte de seu irmão mais velho e com isso a regência sobre Württemberg. Isso terminou em 22 de janeiro de 1693 quando Everardo Luis atingiu a maioridade. Por reconhecimento ele recebeu uma grande quantia de dinheiro e foi nomeado Generalfeldmarschall pelo Kaiser.
Frederico Carlos lutou contra os franceses no Reno na Guerra da Grande Aliança sob Louis William, Margrave de Baden-Baden. Em 27 de setembro de 1692, uma unidade do exército imperial de 4.000 homens de cavalaria sob seu comando foi atacada por surpresa em seu acampamento em Ötisheim, perto de Mühlacker. Eles retiraram apressadamente e perderam várias centenas de homens, mortos ou capturados pelos franceses. O próprio duque estava entre os prisioneiros, mas foi liberado pouco depois.
Ele caiu doente em 1696 de Sífilis e morreu no próximo ano em Estugarda.

## Casamento e filhos
Frederico Carlos casou em 31 de outubro 1682 com Leonor Juliana de Brandemburgo-Ansbach (1663-1724), filha de Alberto II de Brandemburgo-Ansbach.
Eles tiveram sete filhos:
- Carlos Alexandre de Württemberg, (1684-1737), que se tornaria o 11º duque de Württemberg.
- Doroteia Carlota (1685-1687)
- Frederico Carlos (1686-1693)
- Henrique Frederico de Württemberg-Winnental (1687-1734), serviu no exército holandês até 1713.
- Maximiliano Emanuel de Württemberg-Winnental (1689-1709), voluntário no exército de Carlos XII da Suécia e amigo devotado ao rei.
- Frederico Luís de Württemberg-Winnental (1690 - 19 de setembro de 1734) na Batalha de Guastalla. Ele se casou com Ursula von Alten Brockum (25 de novembro de 1680 - 4 de maio de 1743).
- Cristiana Carlota de Württemberg-Winnental (1694-1729) - casou Guilherme Frederico de Brandemburgo-Ansbach